# Organización territorial de Mauritania

Regiones de Mauritania.

Mauritania está dividida a efectos político-administrativos en 12 regiones llamadas wilayas y el distrito de la capital, y estas a su vez en departamentos administrativos:.
1. Adrar, cuya capital es Atar
- Aoujeft
- Atar
- Chingueti
- Uadane

2. Assaba, cuya capital es Kiffa.
- Aftout
- Boumdeid
- Guerou
- Kankossa
- Kiffa

3. Brakna, cuya capital es Aleg.
- Aleg
- Bababé
- Boghé
- M'Bagne
- Magta-Lahjar

4. Dajlet Nuadibú, cuya capital es Nuadibú.
- Nuadibú

5. Gorgol, cuya capital es Kaédi
- Kaédi
- M'Bout
- Maghama
- Monguel

6. Guidimaka, cuya capital es Sélibaby. 
- Ould Yenge
- Sélibaby

7. Hodh el Charqui, cuya capital es Néma.
- Amourj
- Bassikounou
- Djigueni
- Néma
- Timbedra
- Ualata

8. Hodh el Gharbi, cuya capital es Aiún el Atrús.
- Aiún el Atrús
- Kobenni
- Tamchekett
- Tintane

9. Inchiri, cuya capital es Akjoujt.
- Akjoujt

10. Tagant, cuya capital es Tiyikya
- Moudjeria
- Tichit
- Tiyikya

11. Tiris Zemmur, cuya capital es Zouérate
- Bir Mogrein
- F'dérik
- Zuérate

12. Trarza, cuya capital es Rosso.
- Boutilimit
- Keur Massene
- Mederdra
- Ouad Naga
- R'Kiz
- Rosso

13. Distrito de la capital Nuakchot.
- Datos: Q7631060
- Multimedia: Subdivisions of Mauritania / Q7631060